# Xã Porter, Quận Crawford, Arkansas
Xã Porter (tiếng Anh: Porter Township) là một xã thuộc quận Crawford, tiểu bang Arkansas, Hoa Kỳ. Năm 2010, dân số của xã này là 312 người.